# УРИ
У Рачунарству, Јединствено име ресурса (УРИ) је историјски назив за Јединствени идентификатор ресурса (УРИ) који користи urn шему. УРИ је низ знакова који се користе за идентификацију имена веб ресурса. Таква идентификација омогућава интеракцију са репрезентацијама веб ресураса преко мреже, обично Светске Мреже, применом специфичних протокола. 
Дефинисан 1997. године у РФЦ 2141, УРН су намењени да се користе као стални, локацијски-независни идентификатори који омогућавају једноставно мапирање именског простора у један УРН именски простор. Постојање таквих УРИ не гарантује доступност тог идентификационог ресурса, али се од таквих УРИ-а захтева да остану глобално јединствени и константни, чак и када ресурси престану да постоје или постану недоступни. 
Од РФЦ 3986 из 2005. године, коришћење овог термина је драстично опало зарад мање-рекурзивног УРИ-а, тај начин су препоручили заједно радна група World Wide Web Consortium (W3C) и  Интернет инжењерске оперативне групе. И УРН и Веб адреса су УРИ, а УРИ може да буде и име и локатор у исто време.
УРН су оригинално замишљени 90-тих година као део инфорамционе архитектуре интернета која се састојала из три дела, поред  URL и Uniform Resource Characteristics (URCs), био је и програмски оквир метаподатака. Ипак, УРЦ никада није достигао даље од концептуалне фазе, и остале технологије као што су РДФ су заузеле његово место.

## Синтакса
Синтакса УРН преставља се као Бакус Наурова форма:
<URN> ::= "urn:" <NID> ":" <NSS>
Што се приказује као:
urn:<NID>:<NSS>
urn: секвенца није осетљива на велика и мала слова. <NID> је идентификатор именског простора, који одређује синтаксну интерпретацију<NSS>, ниске специфичне именском простору (namespace-specific string). Функционални захтеви УРН-а су описани у РФЦ 1737.

## Именски Простори
Како би се обезбедила глобална јединственост УРН именских простора, њихови идентификатори морају бити регистровани у ИАНА. Регистровани именски простори могу бити формални или неформални. Изузетак ових захтева се прави за "експерименталне именске просторе".

### Формални
Формални именски простори су они код којих се очекује да ће корисници интернета имати користи од својих публикација и због тога имају неколико рестрикција, они морају да:
- не буду регистровани
- не почињу са x- (видети "Експерименталне именске просторе", испид)
- не почињу са urn-
- не почињу са XY-, где су XY било која комбинација два ASCII слова
- имају више од 2 карактера.

### Неформални
Неформални именски простори су регистровани у ИАНА и додељен им је број(одабран од стране ИАНА) као идентификатор формата
"urn-" <number>

### Експериментални
Експериментални именски простори су формата
"X-" <NID>
Именски простор овог формата је ограничен за експериментисање и не захтева се да буде глобално јединствен. 
РФЦ 6648 не подржава коришћење "X-" за нове идентификаторе али не препоручује никакву замену за постојећа "X-" имена.

## Примери
| URN                                                | corresponds to                                                                          |
| -------------------------------------------------- | --------------------------------------------------------------------------------------- |
| urn:isbn:0451450523                                | Књига "The Last Unicorn", идентификована својим ISBN бројем.                            |
| urn:isan:0000-0000-9E59-0000-O-0000-0000-2         | Филм Spider-Man из 2002, идентификован својим аудиовизуалним бројем.                    |
| urn:ISSN:0167-6423                                 | Научни часопис "Science of Computer Programming" идентификован својим серијским бројем. |
| urn:ietf:rfc:2648                                  | ИЕТФов РФЦ 2648.                                                                        |
| urn:mpeg:mpeg7:schema:2001                         | Уобичајени именски простор MPEG-7 видео метаподатака.                                   |
| urn:uuid:6e8bc430-9c3a-11d9-9669-0800200c9a66      | Верзија 1 Универзалног јединственог идентификатора.                                     |
| urn:lex:eu:council:directive:2010-03-09;2010-19-UE | Директива Европске уније , користећи "Лекс" УРН именски простор.                        |

## Примена као јединствени идентификатор
УРН се користи као јединствени идентификатор (unique IDs), као за, на пример, идентификацију књиге према ISBN. УРН је такође номинован за "јавни (јединствени) идентификатор". У таквој врсти јавног коришћења, централни ауторитет (Интернационална ISBN Агенција, као пример) је и ауторитет за додељивање и технички ауторитет УРН-разрешивача.

### Решавач
УРН решавач је одговоран за почињање и редослед упита које на крају воде до потпуног решења (превода) УРН имена или до разлагања захтева, на пример, захтев за превод УРН имена у URL.

### Транспарентни идентификатори
Идентификатори, као ISBN, који се ослањају на централни ауторитет могу бити неразумљиви идентификатори. Корисници неразумљивих идентификатора морају питати ауторитет за тачан идентификатор објекта из својих метаподатака, као што су наслов или година. Насупрот томе, УРН могу бити корипћени као транспарентни идентфикатори када њихова синтакса означава конструкцију једноставних правила или интерфејси из основних метаподатака*. Пример тога је Лекс Шема - Бразилски Лекс УРН који се користи и за законодавно  and грађанско право, и састоји се од синтаксних правила за формирање локалних имена, датума публикације и локалних идентификатора (који се садрже у наслову документа).

### Одсуство ДОИ (Дигитални Објектни Идентификатор) именског простора
Људи који одржавају Дигитални Објектни Идентификатор (ДОИ) систем намерно нису регистровали ДОИ именски простор за УРН из разлога:
УРН архитектура очекује ДНС-базиран Resolution Discovery Service (RDS) за налажење сервиса за дату УРН шему. Ипак, толико широко развијене РДС за сада не постоје... ДОИ није регистрована као УРН именски простор, иако испуњава све функционалне захтеве, јер УРН регистрација наизглед не пружа никакве предности у односу на ДОИ систем. Захтева додатни слој администрације за дефинисање ДОИ-а као именског простора за УРН(ниска urn:doi:10.1000/1 уместо једноставнијег doi:10.1000/1) и додатни корак непотребног преусмеравања да би се дошло до сервиса за разлагање, који је већ архивиран у/или http прокси или сопственом разлагању. Ако РДС механизми који подржавају УРН спецификације постану широко доступни, ДОИ ће бити регистрован као УРН.— International DOI Foundation, Factsheet: DOI System and Internet Identifier Specifications